# 库雷环礁
庫雷環礁（英語：Kure Atoll，又稱為），位於太平洋，距中途島的西北48海里（89；55英里），位於夏威夷領土的西北夏威夷群島。一個直徑約6英里的珊瑚環圍繞著一個幾米深的泻湖。唯一的大型陸地稱為綠島，是數十萬隻海鳥的棲息地。該島上設有一條短小、未使用和未維護的跑道，以及一個建築物的一部分，它們都來自一個曾經由美國海岸警衛隊維護的LORAN站點。从政治上看，它是夏威夷的一部分，雖然被中途島隔開，中途島是一個獨立的未組織的邊疆地區。綠島除了是數以萬計的海鳥的繁殖地之外，還居住著幾種偶爾到訪的陸鳥，包括雪麗鷸、斑眉鶇、樺山鶯、綠鵐鷹、黑鳶、斯氏海雕和中華雀鷹。目前，庫雷環礁由夏威夷州土地和自然資源部森林和野生動物部，作為帕帕哈瑙莫夸基亞國家海洋保護區的共同受託人之一，以及庫雷環礁保護協會的支援，被管理為野生鳥類保護區。
庫雷環礁每年季節性地居住著由兩至八名志願者和生態學家組成的小型工作團隊，他們致力於恢復和管理當地的生態系統。
庫雷環礁在19世紀被發現，並成為許多船只失事的常見地點。在20世紀末，它是一個支持定位系統的無線電基地，在21世紀，它主要是一個自然保護區。

## 地理和生態學

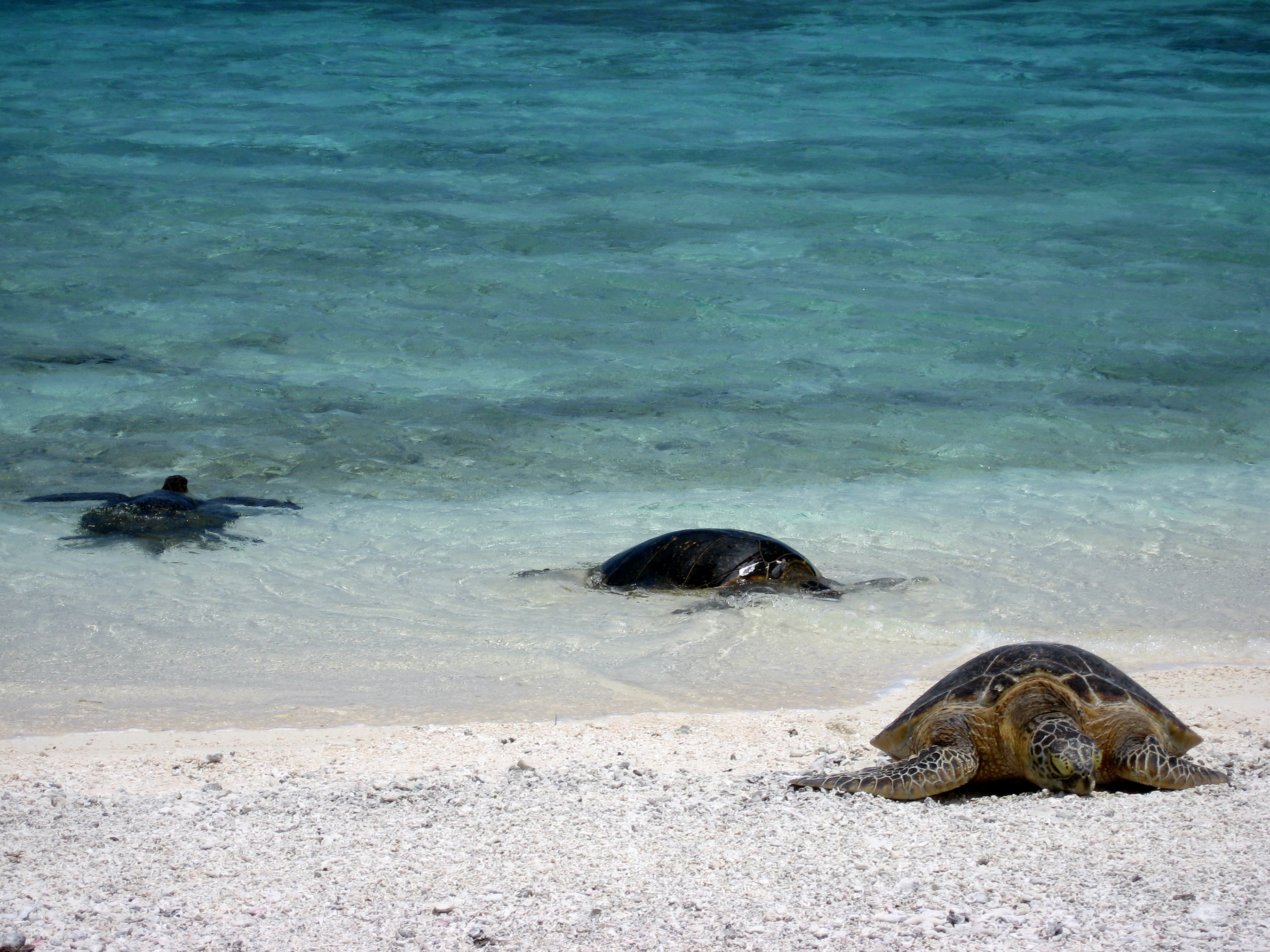
一些綠海龜在庫雷環礁的海灘上登陸

國際換日線位於離庫雷環礁西邊約100英里（87海里/160公里）處。儘管位於中途島的西方，庫雷環礁的時區比半夜十時（UTC−10:00）提前一小時（與夏威夷其他地區相同）。庫雷是世界上最北端的珊瑚環礁。它由一個寬約6英里（10公里）的幾乎圓形珊瑚礁（barrier reef）環繞著一個淺淺的泻湖和幾個沙洲島嶼組成。總土地面積為213.097英畝（這是東南邊的綠島）。越來越多的夏威夷僧海豹（Monachus schauinslandi）上岸休息在它的海灘上。自發現以來，波利尼西亞大鼠（Rattus exulans）就一直在這個島上。
珊瑚礁是一個大約直徑六英里、呈粗糙的環狀，其中包含兩個島嶼，即綠島和沙島。綠島位於環狀的東南象限，佔地235英畝。沙島面積約為一英畝，位於綠島的西側。 沙島沒有植物生長。
綠島有各種各樣的植被，包括沙岸滌藍（Scaevola taccada）的叢林，這是鳥類流行的棲息地。 綠島還有一種叫做銀藍波斯木（Tournefortia argentea）的樹木，有兩個鐵木樹的林地（Casuarina equisetifolia），還有其他常見的植物，如Verbena和百慕達草（Bermuda grass）。 2001年對綠島的植物進行的調查發現有大約50個不同的植物物種。
綠島大致呈三角形，北端尖銳，並向西北方向延伸到西端點的沙灘。 東側從北點彎曲向下，岸邊包括東灘、東南灘和南灘，南邊圍繞至島嶼南側的西端點。 整個綠島長1.5英里，寬度最多半英里。最高點海拔25英尺。
庫雷環礁的珊瑚礁距離赤道最遠。
在一項調查中，已知有以下海鳥棲息於庫雷環礁：
- 黑腳信天翁(Diomedea nigripes)
- 萊桑信天翁 (Diomedea immutabilis)
- 楔尾鳳頭燕 (Pufinus pacificlcs)
- 紅尾燕鷗 (Phaethon rubricauda)
- 藍臉鷲 (Sula dactylatra)
- 棕鷺 (Sula Leucogaster)
- 紅腳鷹 (Sula sula)
- 灰背燕鷗 (Fregata minor)
- 灰背燕鷦鶯 (Sterna lunata)
- 黑燕鷗 (Sterna fuscata)
- 裸頭燕鷗 (Anous stolidus)
- 白額林燕鷗 (Anous minutus)
- 白燕鷗 (Gygis alba)

截至2002年，在庫雷環礁的中央潟湖已發現了92種藻類。

## 地質歷史與未來

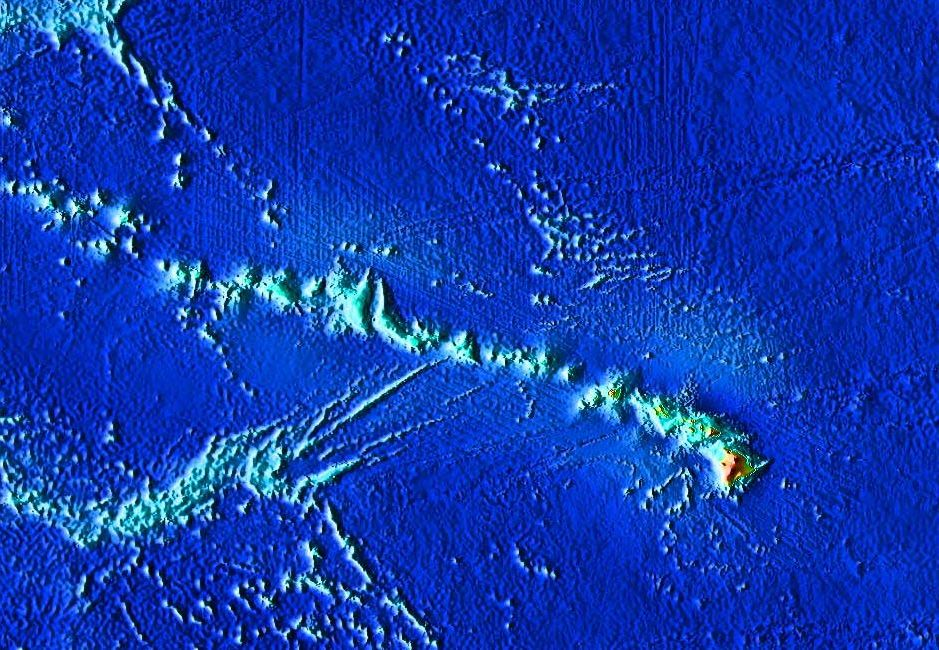
放大顯示夏威夷-皇帝海山列，其中包括現代島嶼

庫雷環礁的地質歷史與中途島相似，但庫雷環礁靠近所謂的達爾文點，這是北緯的一個範圍，在這個範圍以北，天然礁石的下沉和破壞速度超過了礁石生長的速度。庫雷環礁大約有3000萬年的歷史，是夏威夷群島中最古老的島嶼。隨著庫雷環礁繼續被太平洋板塊的運動向西北方慢慢移動，它將進入海水太冷以至於珊瑚和藻膜藻類無法跟上山體的均衡沉降的範圍。目前，這個環礁在冬季受到黑潮暖流末端的水域加熱，使其保持在一個非常舒適的範圍內。除非有不可預見的演化，否則它將開始與夏威夷-皇帝海山列的其他火山和建築在珊瑚礁上的殘餘體向西北方融入，這些海山現在都是海山。

## 歷史
在夏威夷語中，術語用於指稱帶有珊瑚礁的平坦島嶼。 西北群島與夏威夷神話中的Kāne Milohaʻi有關，他是Pele的兄弟，也是這些島嶼的創造者，並被留下來保護旅行者。 Kure環礁的另一個夏威夷名稱是，意為「帶來天堂」。

### 19世紀

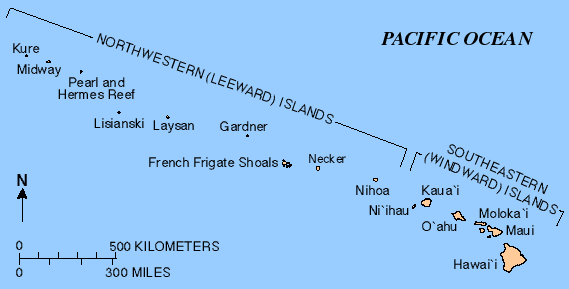
Map showing the location of Kure Atoll in the Hawaiian island chain

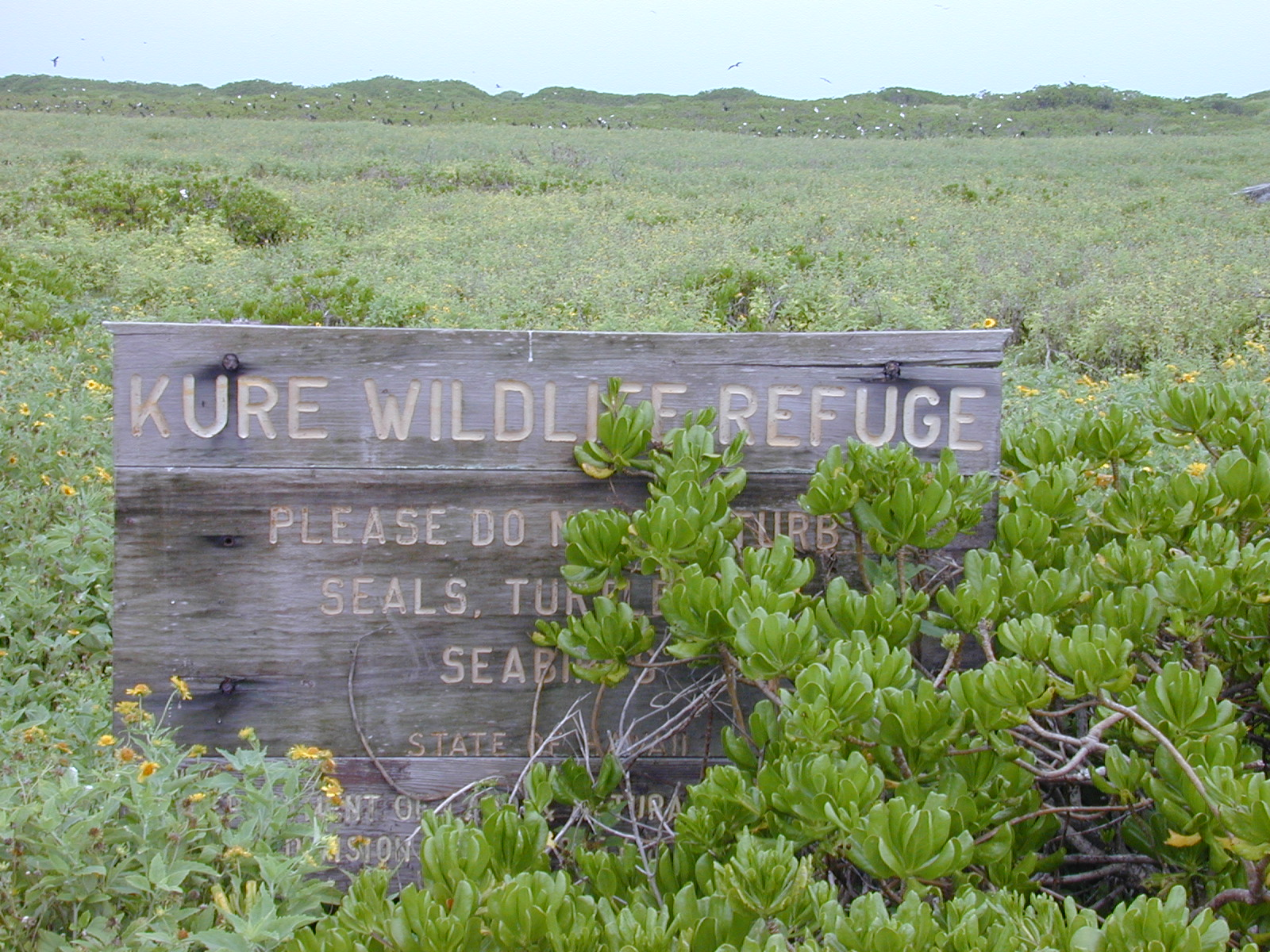
Kure Atoll sign

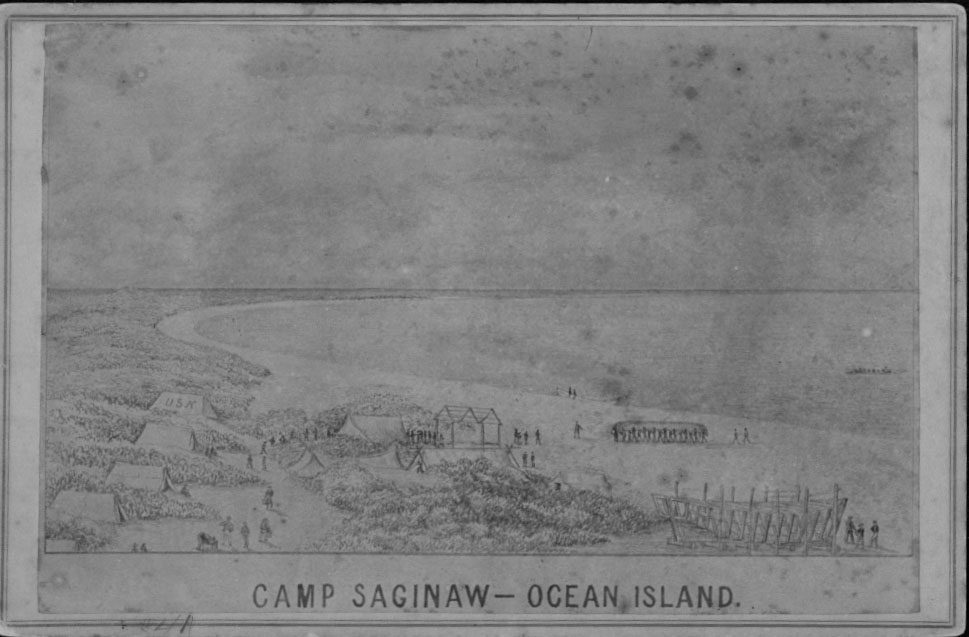
19世紀庫雷環礁上的船難幸存者營地。當時它被稱為海洋島。

19世紀中葉之前，庫雷環礁被多艘船只造訪並每次都被賦予新名字。有時拼寫為Cure，其英文名稱是以一位俄羅斯航海家為名，他曾目睹了這座環礁。它在1924年正式被命名為庫雷島，然後在1987年改稱庫雷環礁。該島的舊名字是海洋島（Ocean Island）。
19世紀初期的兩起船隻失事分別是1837年的"Gledstanes"和1842年的"Parker"。"Gledstanes"的船員能夠到達該島，然後利用舊船的殘骸建造了一艘新船。其中一些幸存者隨後將其帆返航至夏威夷本島。一旦他們到達夏威夷，他們派船回來搭救留在島上的人。 "Gledstanes"的船隻殘骸於2008年被發現。"Parker"的船員遇到了一些困難，但最終成功地漂流到陸地上數天。在海洋島（現為綠色島）上，他們靠食用海鳥和其他野生生物來維持生計。他們甚至遇到了在前幾年內在該島上野生生活的"Gledstanes"的狗。他們試圖通過將訊息綁在海鳥上與外界聯繫。"Parker"於1842年9月船難，並且在居住在庫雷環礁的日子裡，船員中的許多人在1843年4月16日最終獲救，其餘人於1843年5月2日被接走。第一艘搶救船是"James Stewart"，第二艘搶救船是捕鯨船"Nassau"。
許多船員被困在庫利環礁上，因為他們在周圍的礁石上失事，不得不靠當地的海豹、海龜和鳥類生存。包括美國海軍軍艦Saginaw（1859年6月）在內，這些沉船至今仍留在礁石上。卡拉卡瓦國王因為這些事件而派遣J.H.博伊德上校作為特派專員前往庫利。1886年9月20日，他為夏威夷政府接管了這個島嶼。國王下令在島上建造一座簡陋的房屋，並設有儲水缸和食品供應，以應對可能被困在那裡的其他不幸情況。但食品在一年內被盜，房屋很快就倒塌了。
1867年，美國海軍軍艦Lackawanna號對該環礁進行了測量，以製作更精確的礁石圖表。
美國海軍軍艦Saginaw號於1870年10月在環礁上失事。船員能夠離船逃生，但幾乎沒有東西得救。五名船員駕駛船長的小艇航行到考艾島，但只有1人在困難的一個月航程中倖存下來。儘管如此，消息仍然傳到了有關當局，他們派出了一艘救援船在1871年1月成功救出了被困的船員。
Dunnottar Castle號在1886年失事，船員能夠到達考艾島，但有些人失去了生命。

### 20世紀

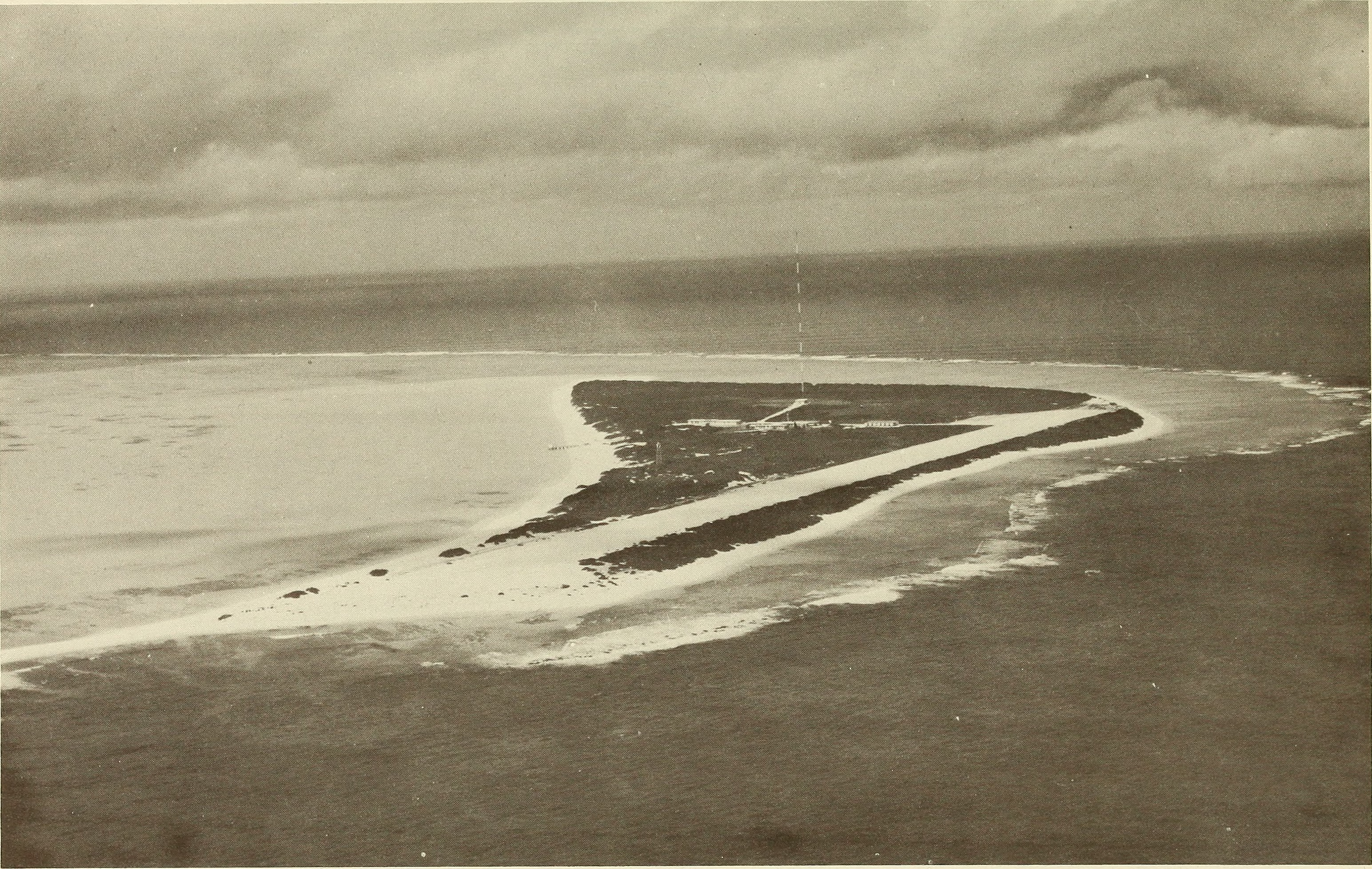
1966年綠島的無線電定位基地

大部分時間被忽視的綠島，在第二次世界大戰期間經常被美國海軍巡邏隊從鄰近的中途島訪問，以確保日本人不會利用它作為潛艇或飛艇的加油站，進行對夏威夷島鏈其他地方的襲擊。在中途島戰役中，一架來自飛鷹號航空母艦的日本九七式艦上攻擊機，由海軍中尉菊池六郎擔任飛行員，曾參與對中途島美國基地的最初攻擊，被美國戰鬥機損壞後，在綠島附近迫降。 離岸後，菊池中尉和他的兩名機組成員（自衛官勇本紀義和二等軍士奈良木寬範）拒絕投降，並在一支美國登陸隊試圖俘虜他們時自殺或被殺。

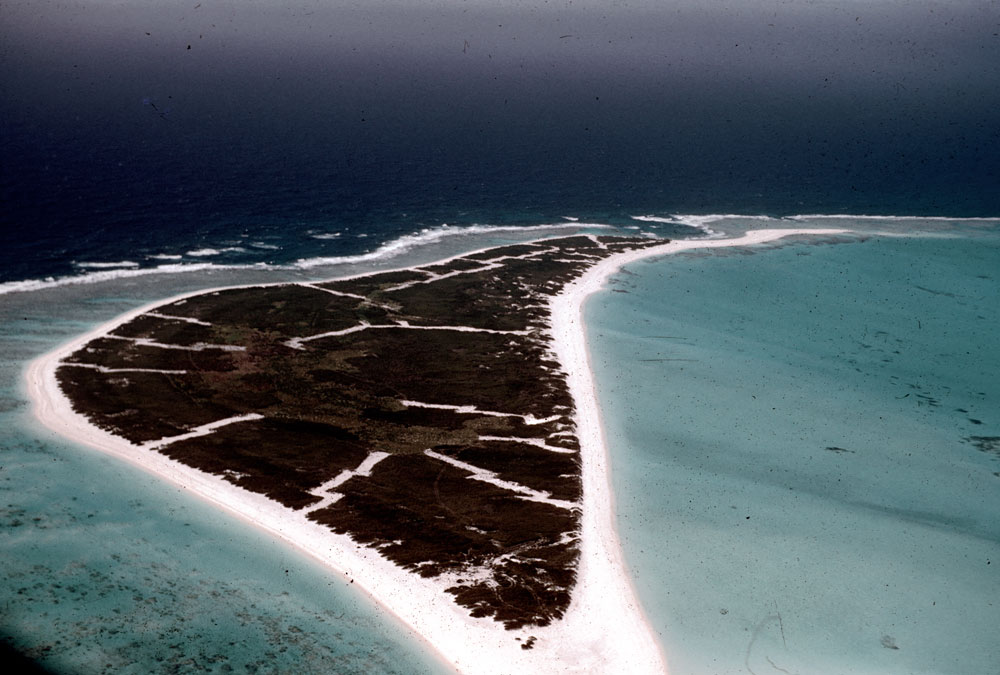
從空中俯瞰綠島

在1950年代，該島上設有一個雷達反射器，還用於對太平洋鳥類進行科學研究。 1959年，透過手掌葉刀叢中開闢出鋸齒狀條紋，以增加信天翁的棲息空間。
1960年開始興建一個蘿蘭基地，並於1961年完工。 同樣在1961年，拖船「波特班登號」沉於礁石上。 該基地包括蘿蘭站的建築物、一座高625英尺的蘿蘭無線電塔和一條長4000英尺的飛機跑道。
1963年至1965年，對波利尼西亞鼠（Rattus exulans）的總數進行了研究。
1966年，一架波音707噴射客機在庫雷環礁緊急降落。
庫雷環礁位於一個主要的洋流之中，這個洋流會將太平洋垃圾帶中的廢棄物，如漁網和大量的打火機，沖到這個島上。這些對當地動物，特別是鳥類造成威脅。它們的骨骼經常在胃腔內發現塑料。
1998年10月16日，長線漁船"天堂女皇二號"在庫瑞環礁的綠島東緣擱淺，數千加侖的柴油在進行清理作業之前洩漏出來。該船難的殘骸在多年後仍繼續污染珊瑚礁和岸邊，危及野生動植物並損害珊瑚礁。這次事故及其他西北夏威夷群島（NWHI）墜毀事件對該地區敏感棲息地的危害長期以來一直是一個問題。為了確保其保護，國際海事組織（International Maritime Organization）於2008年將帕帕哈瑙莫夸基亞國家海洋保護區指定為特別敏感海區（PSSA）。除了避開特定區域外，船舶所有人還必須在它們的船進入和離開PSSA的10海浬寬報告區時進行識別，以便在發生海上緊急情況時能夠及時作出反應。
從1960年到1992年，一個位於格林島的美國海岸警衛隊 LORAN站點存在。在島上建造了一條短的珊瑚跑道，以支援海岸警衛隊的運營工作。 但它被廢棄了，目前無法使用。 雖然沒有永久的人口，這個環礁正式屬於檀香山市及郡的一部分。
它於1981年成為一個州級野生動物保護區。 自1993年以來，夏威夷土地和自然資源部和庫勒環礁保育團隊的志願者一起努力將環礁恢復到更自然的狀態。 讓-米歇爾·庫斯托在2006年製作了一部關於庫雷環礁的航程影片，首播於同年。 自2010年以來，林業和野生動物部門在庫雷環礁上一直有全年駐紮。

### 21世紀

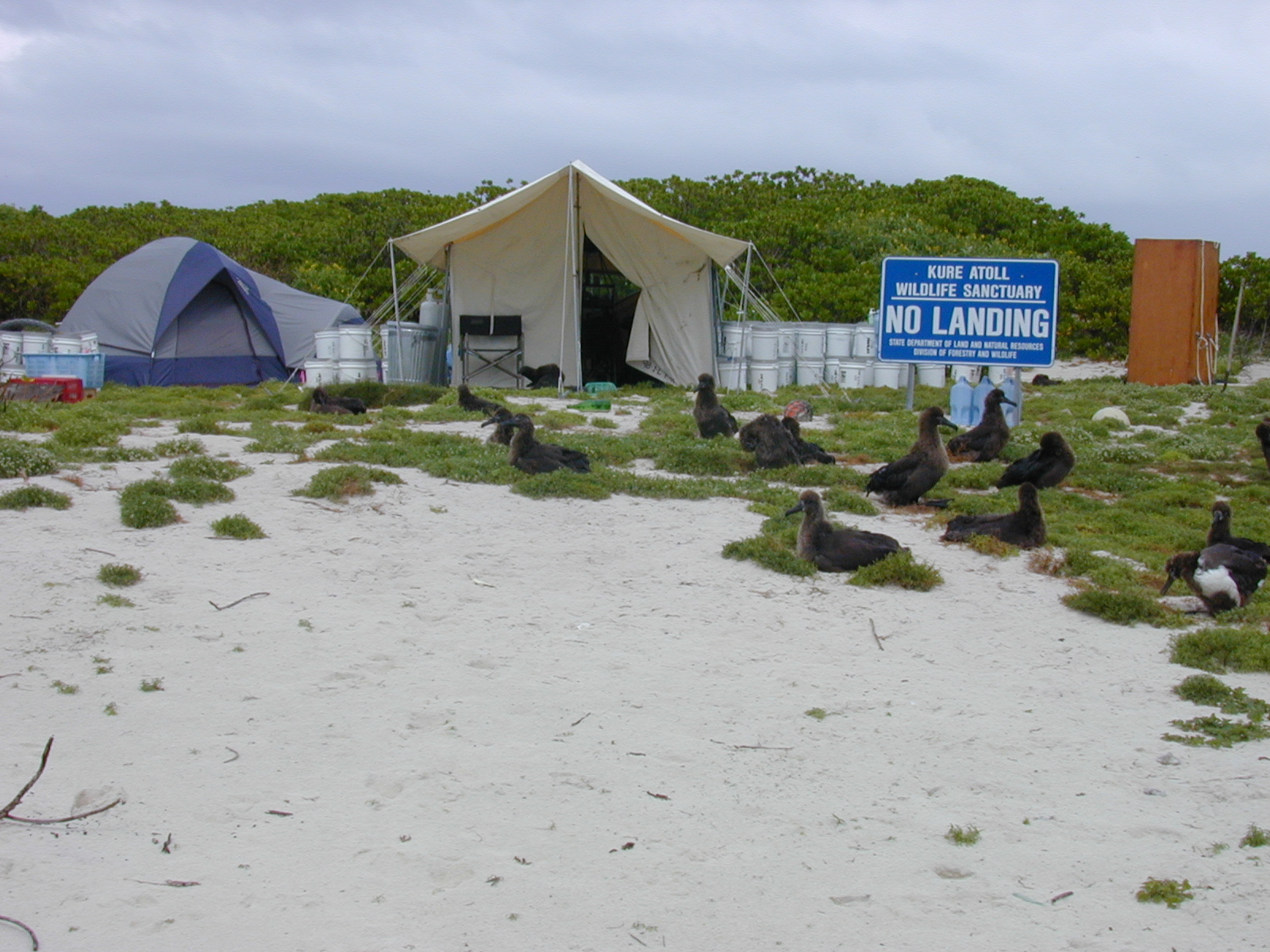
2001年在庫雷環礁的志願者帳篷和信天翁。

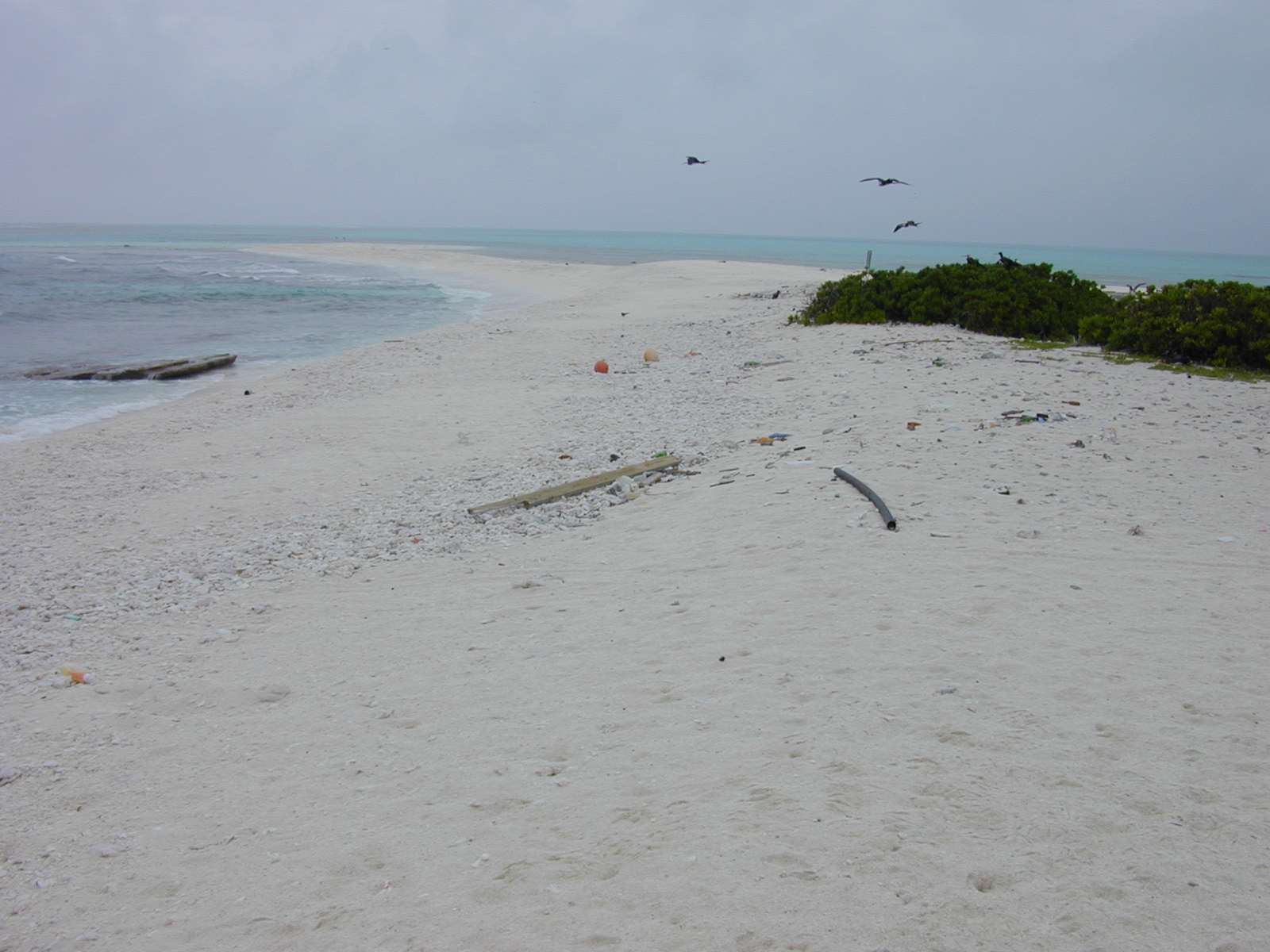
登陸區域

2002年，在庫雷環礁發現了一艘19世紀的捕鯨船船隻殘骸。這艘沉船在2005年、2006年和2008年進一步探索，據說可能是帕克(Parker)帆船的殘骸。帕克是一艘於1842年在庫雷環礁沉沒的捕鯨船。幾個月後，船員得到營救。
《USS Saginaw (1859)號沉船》於2003年被發現。 研究該沉船的潜水活動被收錄在《太平洋水域的南北戰爭砲艇：USS Saginaw 號上的生活》一書中。
2008年，發現了船隻「Gledstanes」的沉船。 「Gledstanes」是一艘英國的捕鯨船，於1837年沉船。
2010年，一艘帆船的殘骸在庫瑞環礁上被打撈上來。 這艘帆船於2007年被發現，被確定為一名水手於2006年從斐濟啟航後在海上失踪的船隻。
2020年，一支由四人組成的艦隊從二月到十月一直停留在這個島上。 雖然沒有電視或手機服務，但有限的網絡連接允許發送和接收電子郵件。 這個島每年有兩個互相交替的工作小組。 他們的工作是監督島上的情況，同時也努力清理沖上岸的垃圾。

## 業餘無線電
由於其偏遠地點，Kure Atoll曾是數次業餘無線電DX探險或DX-pedition的場景。由於Kure與歐洲之間的無線傳播路徑通過北極地區，與Kure進行遠距離通訊的機會特別受歐洲業餘無線電愛好者的青睞。
截至2017年，Kure Atoll的呼號前綴是KH7K，附近的Midway Atoll則是KH4，在DXCC名單中。 它們曾短暫從DXCC名單中刪除，由於整體區域狀態的法律變更後經過審查後重新添加。
部分前往庫勒島的 DXpedition 如下：
- 1969年 - 呼號：KH6NR/KH6 - 於 1969 年 11 月 11 日至 11 月 14 日，美國海軍陸戰隊士官 Don Chilcote（現為 VE6NN）與海軍 ICFN Gene Lewis（現為 W5LE）在庫勒島進行操作，使用美國海軍備儲訓練中心檀香山的呼號。[39]
- 1970年 - 呼號：W7UXP/KH6 - 由 WB2OIF、KH6HCM/W7UXP、KH6HGP/W7WOX 於十月進行
- 1971–1972年 - 呼號：KH6EDY - 為美國海岸警衛隊庫勒島 LORAN 站的呼號。[40]
- 1973-74 - 呼號：KH6HDB - 由1973年9月至1974年9月，Gene Lewis，KH6HDB（現在是W5LE），在庫里島進行運營。Lewis曾是1969年11月KH6NR/KH6的一週DX探險活動期間，庫里島活動的兩名運營人員之一。他隨後加入海岸警衛隊，目的是為了能在庫里島度過一年的任期。[41]
- 1997-活動呼號：K7K。這是一個包含四名漁業和野生動物科學家以及Midway-Kure DX Foundation 1996年Midway團隊的聯合科學/無線電操作。團隊中包括來自美國漁業和野生動物管理局的四名科學家。[42]
- 2005-活動呼號：K7C。該團隊由來自美國、加拿大和德國的12名業餘無線電操作員組成。[39]
- 2018年-太平洋島嶼DX考察團自2014年以來的第四個申請被夏威夷土地和自然資源部拒絕，理由是無法提供庫里環礁的“資源和生態完整性的足夠保護措施”，儘管在帕爾邁拉島、納瓦沙島和貝克島進行了業餘無線電激活，並且對這些島嶼生態環境沒有造成不良影響，美國漁業和野生動物管理局有代表。[43]

## 羅蘭基地（1960年至1992年）

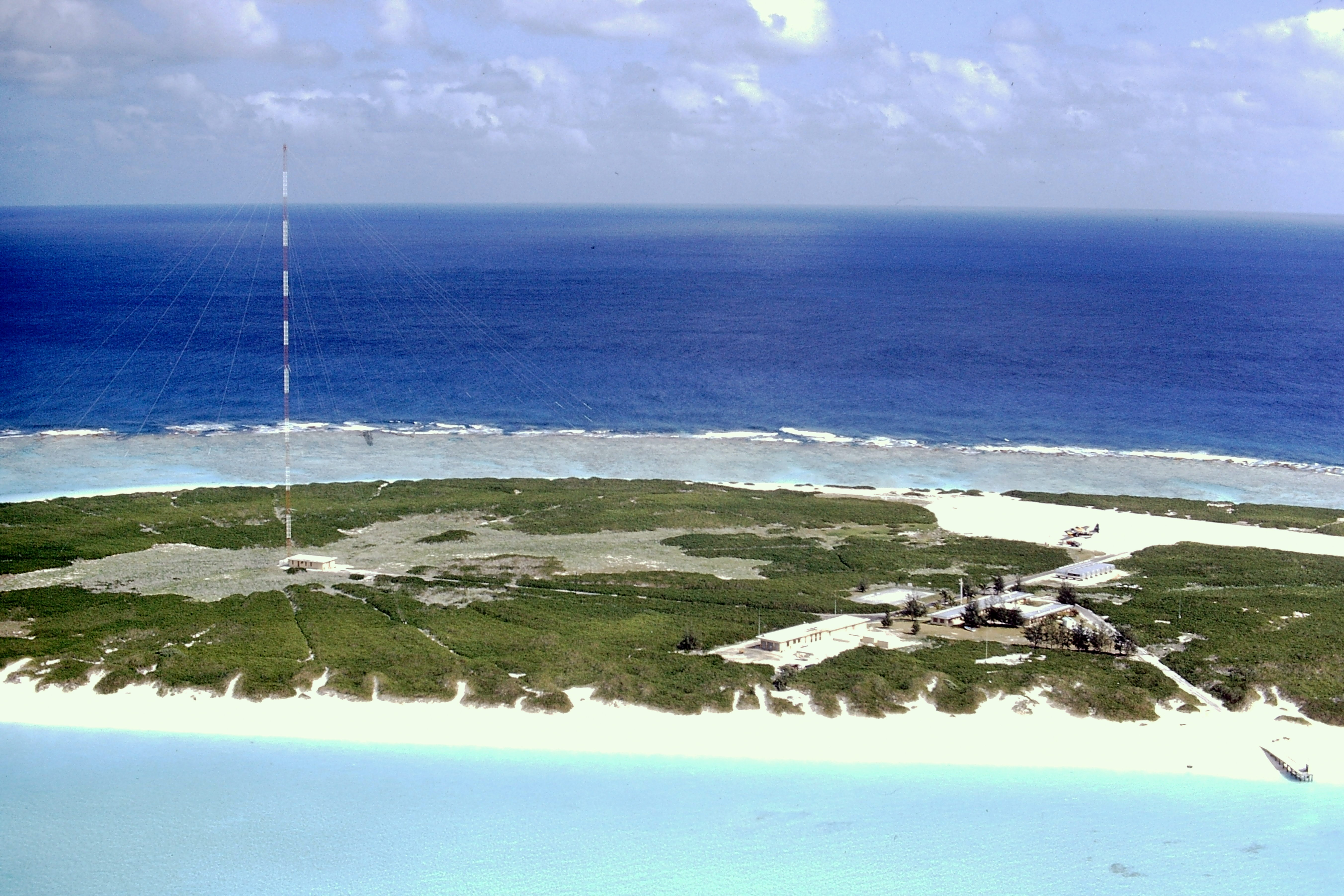
1971年在庫雷島的美國海岸警衛隊羅蘭基地。可以看到停在跑道停機坪上的Grumman HU-16 Albatross飛機。

從1960年代初到1992年，庫雷的綠島上設有一個無線定位站。這個基地由美國海岸警衛隊運營，支援羅蘭C系統。這種以陸地為基礎的電子導航設備可以幫助船舶和飛機確定自己在地球表面的位置。由於全球定位系統（GPS）使用地球軌道上的衛星，而不是像庫雷島那樣的地面站點，因此該基地被關閉，因為羅蘭系統被取代了。該羅蘭基地於1961年3月18日開始運營，並於1992年7月2日被停用。
庫雷的羅蘭基地有一座高度約625英尺（約190米）的無線電塔，後來在運營結束時被拆除。
庫雷羅蘭基地的無線電呼號是KH6EDY。
該地點在1959年進行了勘測，並於1960年開始建設。在夜間，調查隊遭到老鼠襲擊。該基地由約20至30名人員組成，並在其歷史上獲得了許多獎項，包括1986年至1989年的海岸警衛隊單位嘉獎。

## 機場
库雷機場設有一條長3800英尺的跑道，現已關閉。其ICAO代码為PM64。
通常使用該機場的飛機包括美國海岸警衛隊的HC-123B提供者和HC-130H飛機，以及多種美國海軍固定翼飛機和中途島的直升機。自1960年代完工以來，航班常常運載郵件、貨物和乘客到库雷環礁。
據了解，該機場還曾用於緊急降落，包括1961年的洛克希德星座（C-121）和1966年的波音707。

## 沉船

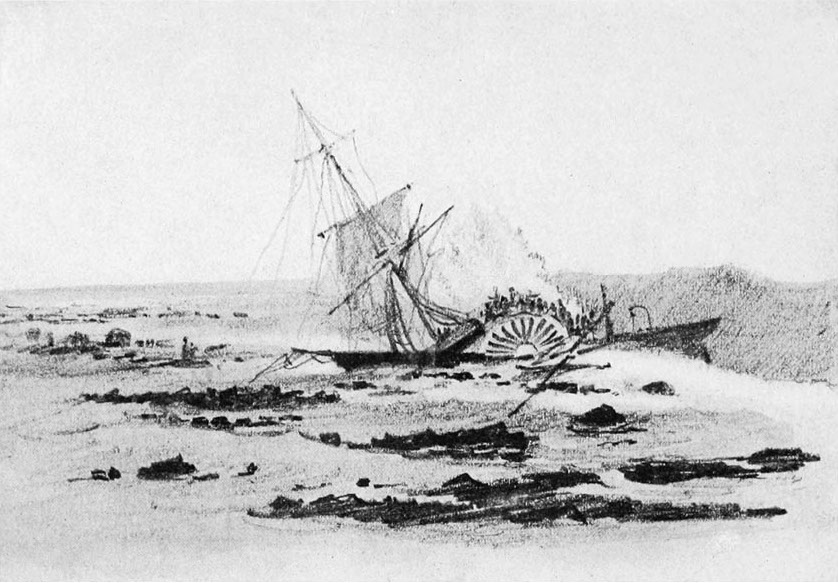
1870年Saginaw號在環繞形環上觸礁。（素描）

庫雷環繞形環的位置上有一些著名的沉船： 其中一些著名的沉船包括：
- 1837年Gledstanes號
- 1842年Parker號
- 1870年Saginaw號
- 1886年Dunnottar Castle號[15]
- 1888年Ocean Pearl號
- 1937年Statu Maru號
- 1961年Bandon港號[20]
- 1976年Houei Maru號

捕鯨船Gledstanes號在2008年被發現。許多船員在庫雷環繞形環上生活，直到他們能離開這個島嶼。

## Gallery

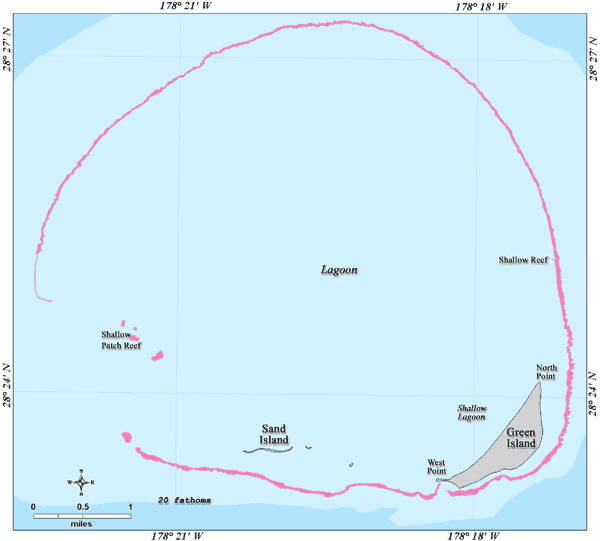
Kure環礁的海底地形圖
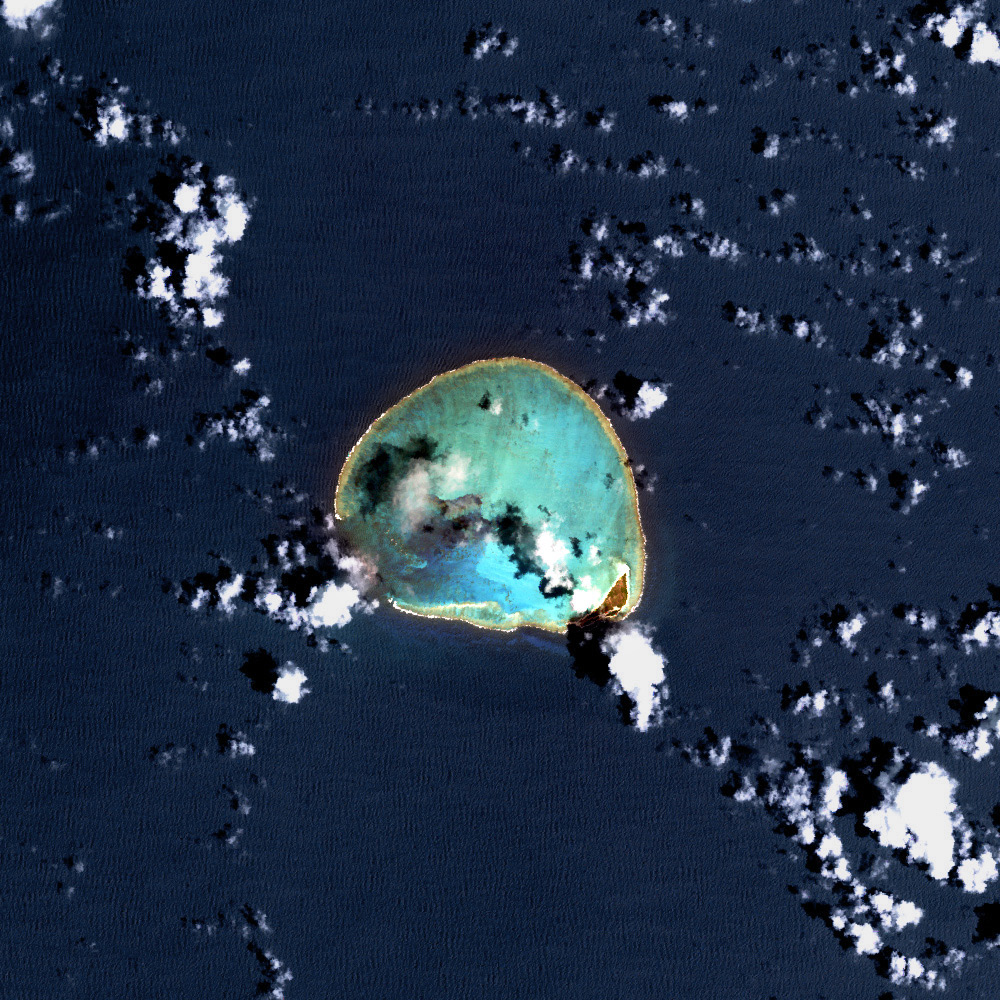
Kure環礁的衛星影像
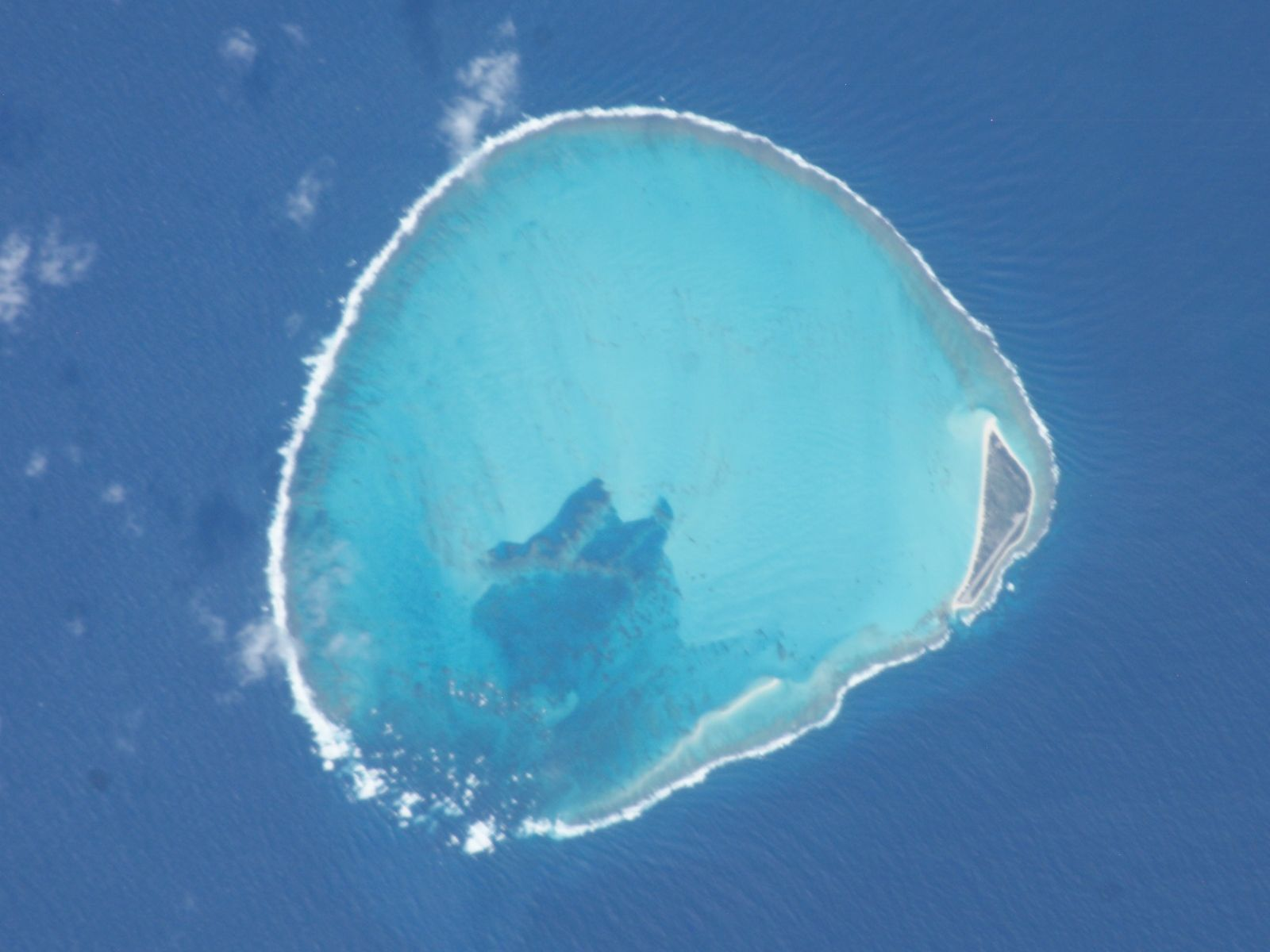
Kure環礁的NASA宇航員照片 (2004/2/22)
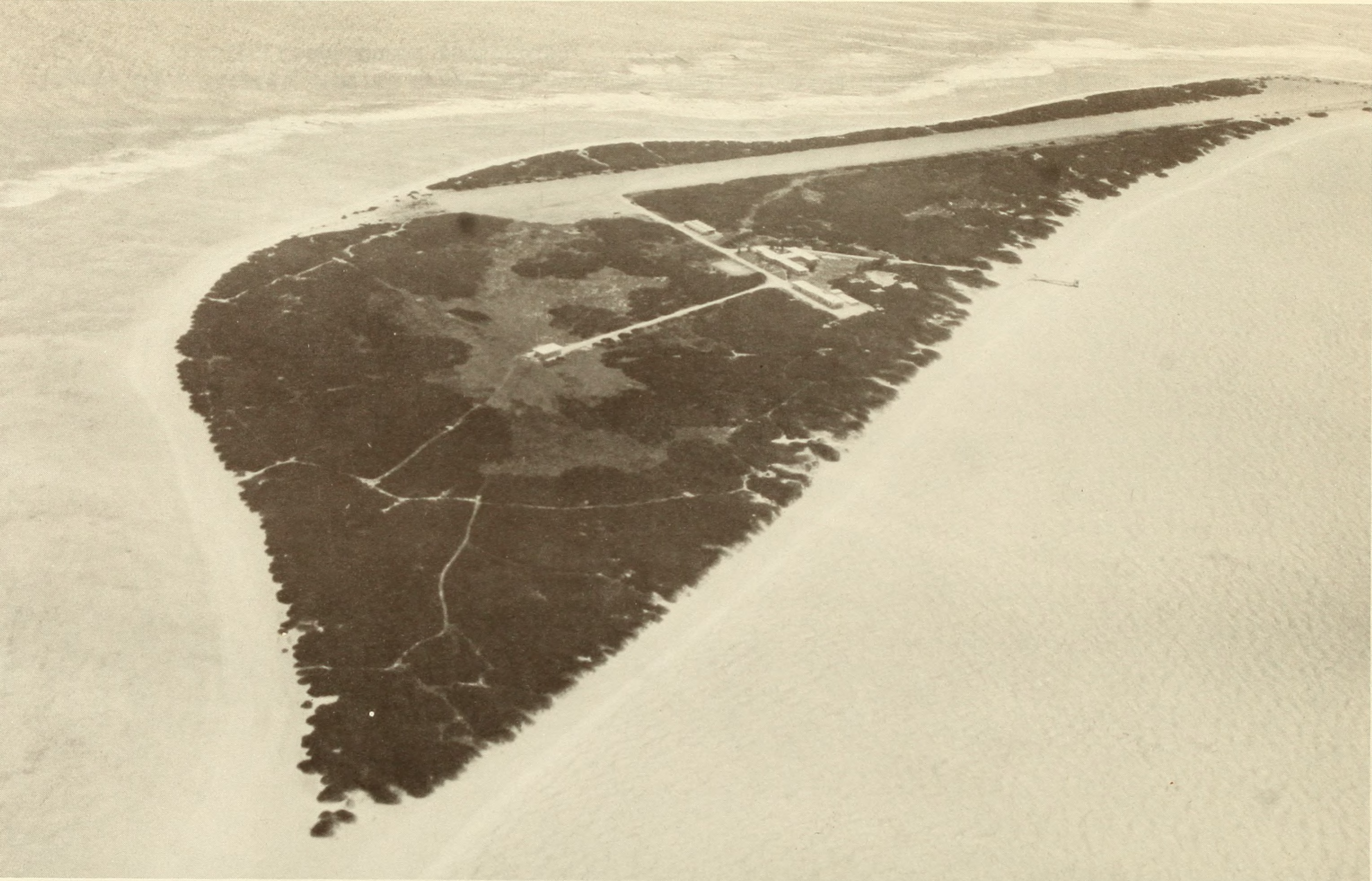
從空中拍攝的Green Island照片 (1968/2/27)
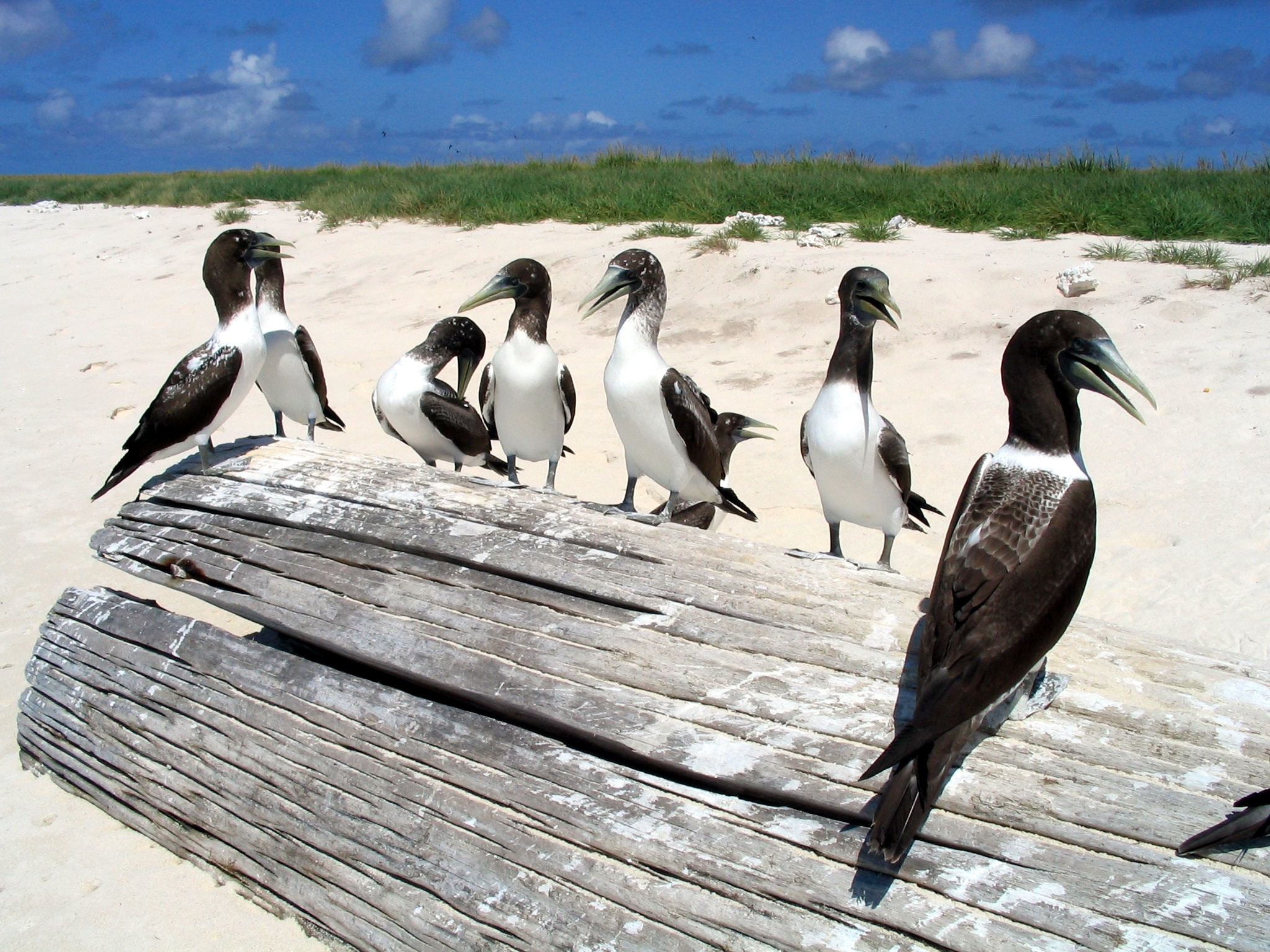
環礁的年輕偽鵐（Sula dactylatra）在Green Island上
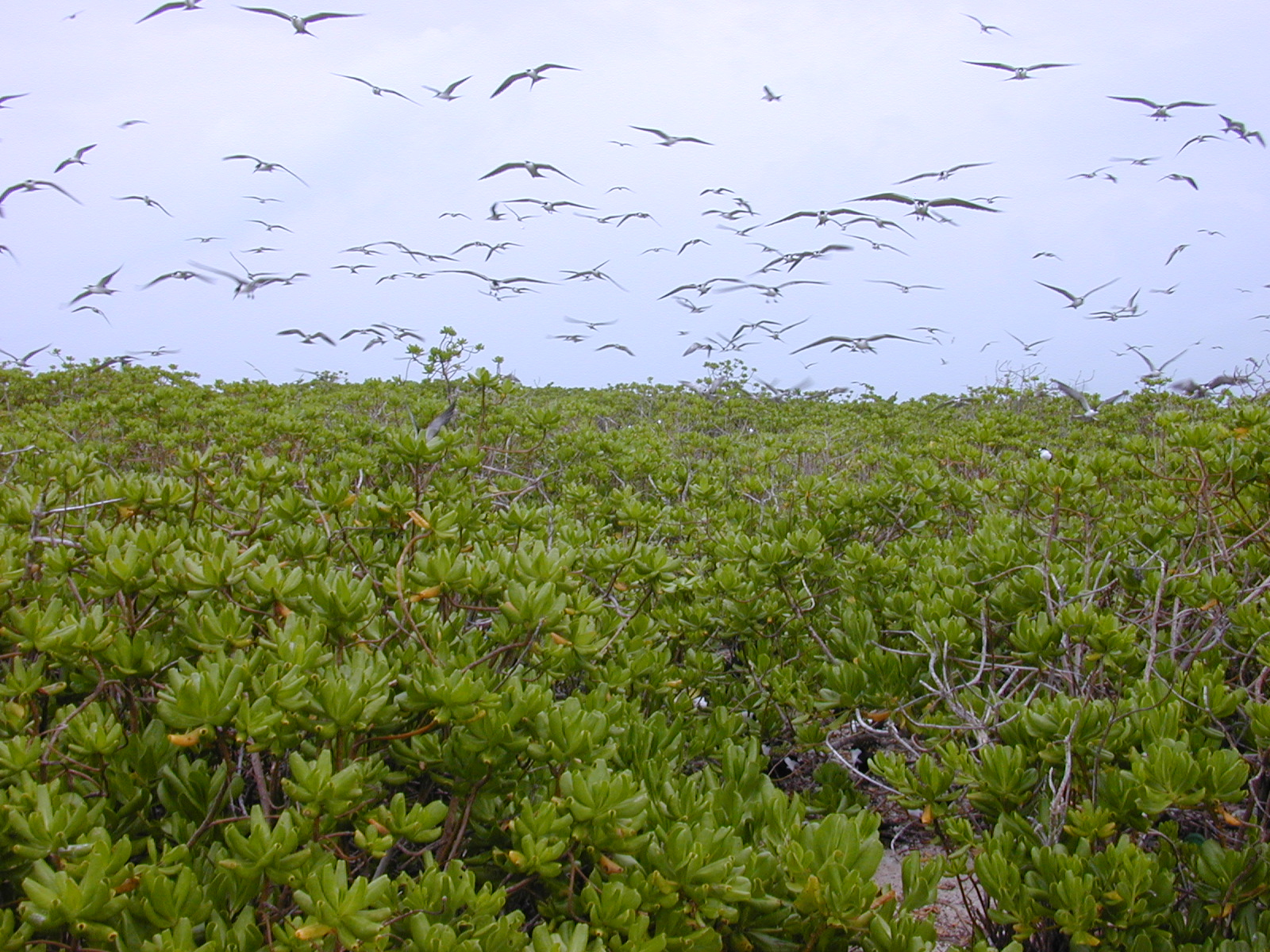
Kure環礁內陸的Scaevola taccada（伴有黑尾燕鷗）。位置：Kure環礁
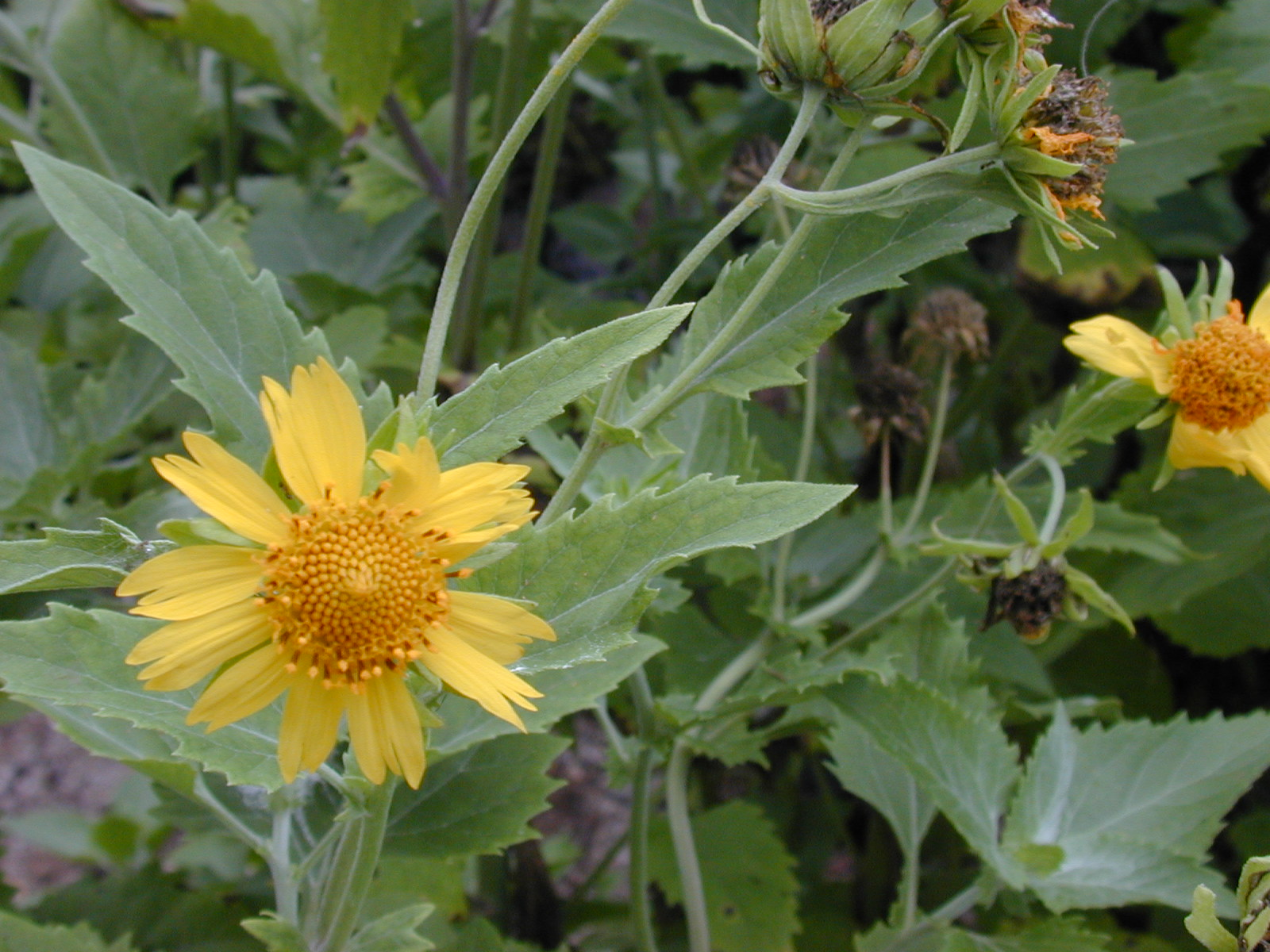
Kure環礁營地附近的Verbesina encelioides的花朵
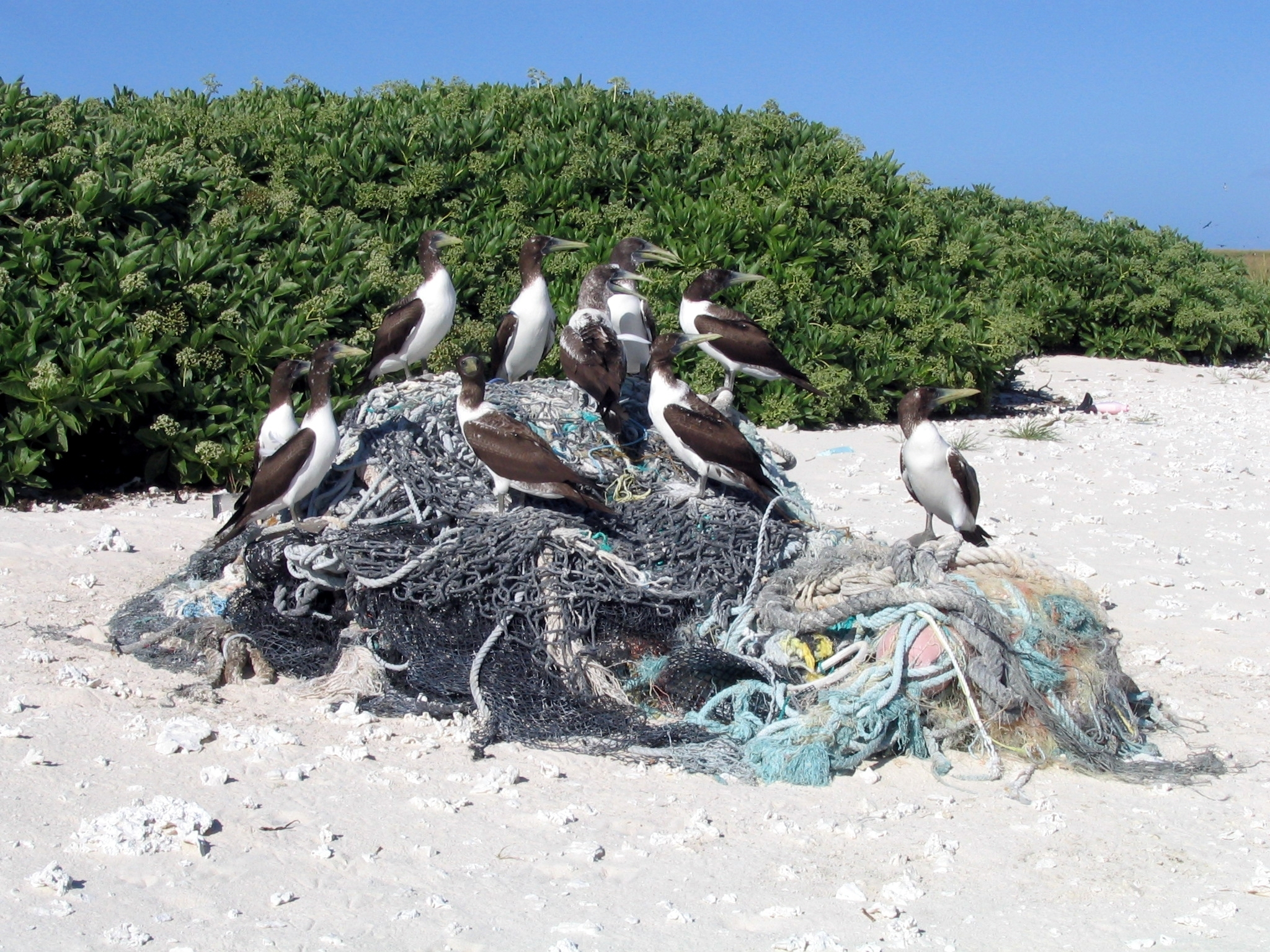
年輕的偽鵐（Sula dactylatra）坐在Green Island上的海洋垃圾上

## 氣候
库雷環礁的溫度範圍大約在45至90 °F（7—32 °C）。 通常有一股來自東北方的風，風速約為每小時10—15 mph（16—24 km/h）。
以下的數據圖表是從中途島取得的，因為庫雷環礁上沒有任何氣象站。
庫列環礁擁有熱帶草原氣候（柯本氣候分類法“Aw”），全年高溫。降雨均勻分佈，僅有兩個月被歸類為乾季月份（五月和六月）。
| Kure Atoll          | Kure Atoll | Kure Atoll | Kure Atoll | Kure Atoll | Kure Atoll | Kure Atoll | Kure Atoll | Kure Atoll | Kure Atoll | Kure Atoll | Kure Atoll | Kure Atoll | Kure Atoll   |
| 月份                | 1月        | 2月        | 3月        | 4月        | 5月        | 6月        | 7月        | 8月        | 9月        | 10月       | 11月       | 12月       | 全年         |
| ------------------- | ---------- | ---------- | ---------- | ---------- | ---------- | ---------- | ---------- | ---------- | ---------- | ---------- | ---------- | ---------- | ------------ |
| 历史最高温 °F（°C） | 80 (27)    | 81 (27)    | 81 (27)    | 82 (28)    | 87 (31)    | 89 (32)    | 92 (33)    | 92 (33)    | 92 (33)    | 89 (32)    | 88 (31)    | 82 (28)    | 92 (33)      |
| 平均高温 °F（°C）   | 70 (21)    | 70 (21)    | 71 (22)    | 72 (22)    | 76 (24)    | 81 (27)    | 83 (28)    | 84 (29)    | 84 (29)    | 80 (27)    | 76 (24)    | 73 (23)    | 77 (25)      |
| 日均气温 °F（°C）   | 66 (19)    | 66 (19)    | 67 (19)    | 69 (21)    | 72 (22)    | 77 (25)    | 79 (26)    | 80 (27)    | 80 (27)    | 77 (25)    | 73 (23)    | 69 (21)    | 73 (23)      |
| 平均低温 °F（°C）   | 62 (17)    | 62 (17)    | 63 (17)    | 64 (18)    | 68 (20)    | 73 (23)    | 75 (24)    | 75 (24)    | 75 (24)    | 72 (22)    | 69 (21)    | 65 (18)    | 69 (20)      |
| 历史最低温 °F（°C） | 49 (9)     | 50 (10)    | 51 (11)    | 53 (12)    | 55 (13)    | 61 (16)    | 63 (17)    | 64 (18)    | 64 (18)    | 59 (15)    | 55 (13)    | 51 (11)    | 49 (9)       |
| 平均降水量 （mm）   | 5.0 (130)  | 3.8 (97)   | 3.0 (76)   | 2.5 (64)   | 2.3 (58)   | 2.2 (56)   | 3.3 (84)   | 4.3 (110)  | 3.5 (89)   | 3.5 (89)   | 3.8 (97)   | 4.1 (100)  | 41.3 (1,050) |
| 平均降水天数        | 16         | 14         | 12         | 11         | 9          | 9          | 15         | 15         | 15         | 14         | 14         | 16         | 160          |
| 来源：Weatherbase   |            |            |            |            |            |            |            |            |            |            |            |            |              |